# كيب تايلور
كيب تايلور (بالإنجليزية: Leverne Harrison Taylor)‏ هو لاعب كرة قدم أمريكية أمريكي، ولد في 25 نوفمبر 1907 في آن آربر في الولايات المتحدة، وتوفي بنفس المكان في 17 يوليو 2002.